# Ил Терцо (Гросето)
Ил Терцо је насеље у Италији у округу Гросето, региону Тоскана.
Према процени из 2011. у насељу је живело 45 становника. Насеље се налази на надморској висини од 377 м.